# Uszerkaf
Uszerkaf ókori egyiptomi király, az V. dinasztia alapítója, illetve Manethón őt sorolta Ουσερχερής (Uszerkherész) néven az V. dinasztia első uralkodójának. A torinói királylista szerint hét évig uralkodott, Manethón szerint 28 évig, valamikor az i. e. 25. század legelején, az i. e. 2490-es években. Származása, családi viszonyai, uralkodásának eseményei bizonytalanok.

## Családja
Közvetlen adat nincs Uszerkaf szüleiről. Apja neve ismeretlen. Anyja lehetett Noferhotepesz, ez esetben Dzsedefré unokája, de lehetett Hentkauesz is, így Menkauré unokája lenne. A bizonytalanságot az okozza, hogy az Uszerkaf-piramis melletti kis piramist Szahuré átalakíttatta, így nem tudni, kinek az anyjáról van szó a feliratokban, csak annyit, hogy Noferhotepesz és Hentkauesz közül az egyik Uszerkaf, a másik Szahuré anyja.
Az is bizonytalan, hogy az őt követő Szahuré az ő fia volt-e, vagy Hentkauesz fia valaki mástól, vagyis Szahuré lehetett Uszerkaf öccse, nevelt fia és édesfia is. A Szahurét követő Noferirkaré viszont ténylegesen Uszerkaf fia.
Az újbirodalmi Westcar-papirusz azt állítja, hogy Uszerkaf, Szahuré és Noferirkaré testvérek voltak, valamennyien Rudzsedet – a Ré-főpap felesége – és Ré fiai. Erre a verzióra semmilyen bizonyíték nincs, vélhetően a napvallást bevezető uralkodóház késői eredetmítosza. Erre utal Ré jóslata, miszerint újra templomok épülnek majd Egyiptomban a gyermekek uralkodása idején. Tény, hogy az V. dinasztia volt az első, amikor már nem csak az istenné vált uralkodóknak, hanem az isteneknek is templomokat építettek.

## Élete
Uszerkaf családját Manethón Elephantinéről származtatja, míg a Westcar-papirusz Iunuból. A trónra lépés előtt Ré főpapja volt Iunuban – Ré tiszteletének fontossága hitelesen jelenik meg a Westcar-papiruszon. Trónra lépésének körülményei, uralkodásának jogcíme vitatott. Elképzelhető, hogy palotaforradalom állította félre Sepszeszkafot és Uszerkaf erőszakkal lépett a helyére. Talán Sepszeszkaf vagy Dzsedefptah korai halála után mint az egyik legközelebbi férfirokon – amennyiben Noferhotepesz fia – vette feleségül Sepszeszkaf özvegyét, ezzel szerzett legitimációt. Ha viszont Hentkauesz volt az anyja, akkor egyszerűen Sepszeszkaf fiaként követte őt. Mindenesetre Uszerkaf hangsúlyosan a III. dinasztia vallási és politikai irányvonalát vette fel ismét. Ahogyan Imhotep Iunu főpapja volt, úgy ő is, és ahogy Dzsószer felvette az „Arany Nap” címet, úgy ő a „Ré fia” címet.
Vallási reformjain kívül életéről nincs sok adat. Elődeihez hasonlóan folytatta a Nílus deltavidékének betelepítését, falvakat alapított. E települések többsége egy-egy kiváltságolt templomkörzetnek adózott, illetve tartotta el azokat. Országszerte templomok épültek, legjelentősebb ezek közül az Abu Szír-i naptemplom. Megkezdte sírjának építését.
Halálának oka ismeretlen. Utódja lehetett Hentkauesz, akiről valószínűsíthető, hogy egy darabig önállóan is uralkodott, de nem tudni, Uszerkaf előtt vagy utána. Ha utána, akkor esetleg régensként vehette át a kormányzást Szahuré helyett, de lehetséges, hogy Uszerkafot rögtön Szahuré követte.

## Titulatúra
A fáraók titulatúrájának magyarázatát és történetét lásd az Ötelemű titulatúra szócikkben.
| G5 |

| G5 |

| D4 · U2 | Aa11 · t |

| D4 · U2 | Aa11 · t |

| D4 · U2 | Aa11 · t |

| D4 · U2 | Aa11 · t |

| G5 |

| G5 |

| D4 · U2 | Aa11 · t |

| D4 · U2 | Aa11 · t |

| D4 · U2 | Aa11 · t |

| D4 · U2 | Aa11 · t |

| G16 |

| G16 |

| D4 · U2 | Aa11 · t |

| D4 · U2 | Aa11 · t |

| G16 |

| G16 |

| D4 · U2 | Aa11 · t |

| D4 · U2 | Aa11 · t |

| G8 |

| G8 |

| F35 · G7 · S12 |

| F35 · G7 · S12 |

| G8 |

| G8 |

| F35 · G7 · S12 |

| F35 · G7 · S12 |

| G39 | N5 | \| \| |
|     |    |       |

|  |

| G39 | N5 | \| \| |
|     |    |       |

|  |

| G43 | F12 | S29 | D28 · I9 |

| G43 | F12 | S29 | D28 · I9 |

| G43 | F12 | S29 | D28 · I9 |

| G43 | F12 | S29 | D28 · I9 |

| G43 | F12 | S29 | D28 · I9 |

| G43 | F12 | S29 | D28 · I9 |

| G43 | F12 | S29 | D28 · I9 |

| G43 | F12 | S29 | D28 · I9 |

| G39 | N5 | \| \| |
|     |    |       |

|  |

| G39 | N5 | \| \| |
|     |    |       |

|  |

| G43 | F12 | S29 | D28 · I9 |

| G43 | F12 | S29 | D28 · I9 |

| G43 | F12 | S29 | D28 · I9 |

| G43 | F12 | S29 | D28 · I9 |

| G43 | F12 | S29 | D28 · I9 |

| G43 | F12 | S29 | D28 · I9 |

| G43 | F12 | S29 | D28 · I9 |

| G43 | F12 | S29 | D28 · I9 |